# 台37線
台37線（たいさんじゅうしちせん）は、嘉義県新港郷から同県鹿草郷に至る台湾省道であり、計画段階では「高鉄橋下嘉義段道路（こうてつはししもかぎだんどうろ）」と呼ばれていた。

## 概要
- 全長：14.417Km
- 起点：嘉義県新港郷（県道164線の交差地点）
- 終点：嘉義県鹿草郷（県道167線の交差地点）
- 経由地：

## 歴史
| 年 | 月日 | 事跡 |
| -- | ---- | ---- |

## 通過する自治体
- 嘉義県
  - 新港郷 - 太保市 - 鹿草郷

## 接続する道路
- 快速公路
- 鹿草IC